# سسیل کلاوای
سسیل کلاوای (انگلیسی: Cecil Kellaway؛ ۲۲ اوت ۱۸۹۰ – ۲۸ فوریهٔ ۱۹۷۳) یک هنرپیشه، و فیلم‌نامه‌نویس اهل بریتانیا بود. وی بین سال‌های ۱۹۲۱ تا ۱۹۷۲ میلادی فعالیت می‌کرد.
از فیلم‌ها یا برنامه‌های تلویزیونی که وی در آن نقش داشته است می‌توان به گوی بلورین، خانم پارکینگتون، حدس بزن کی قراره برای شام بیاد، هاروی، ترانه منقطع شده، نامه‌های عاشقانه، درک روشن اشاره کرد.